# Папекоп
Папекоп (нід. Papekop) — село в нідерландській провінції Утрехт. Входить до муніципалітету Аудеватер.
Його площа становить 5,08 км², а населення станом на 2021 рік складало 385 осіб.
До 1964 року мало статус окремого муніципалітету.

## Галерея

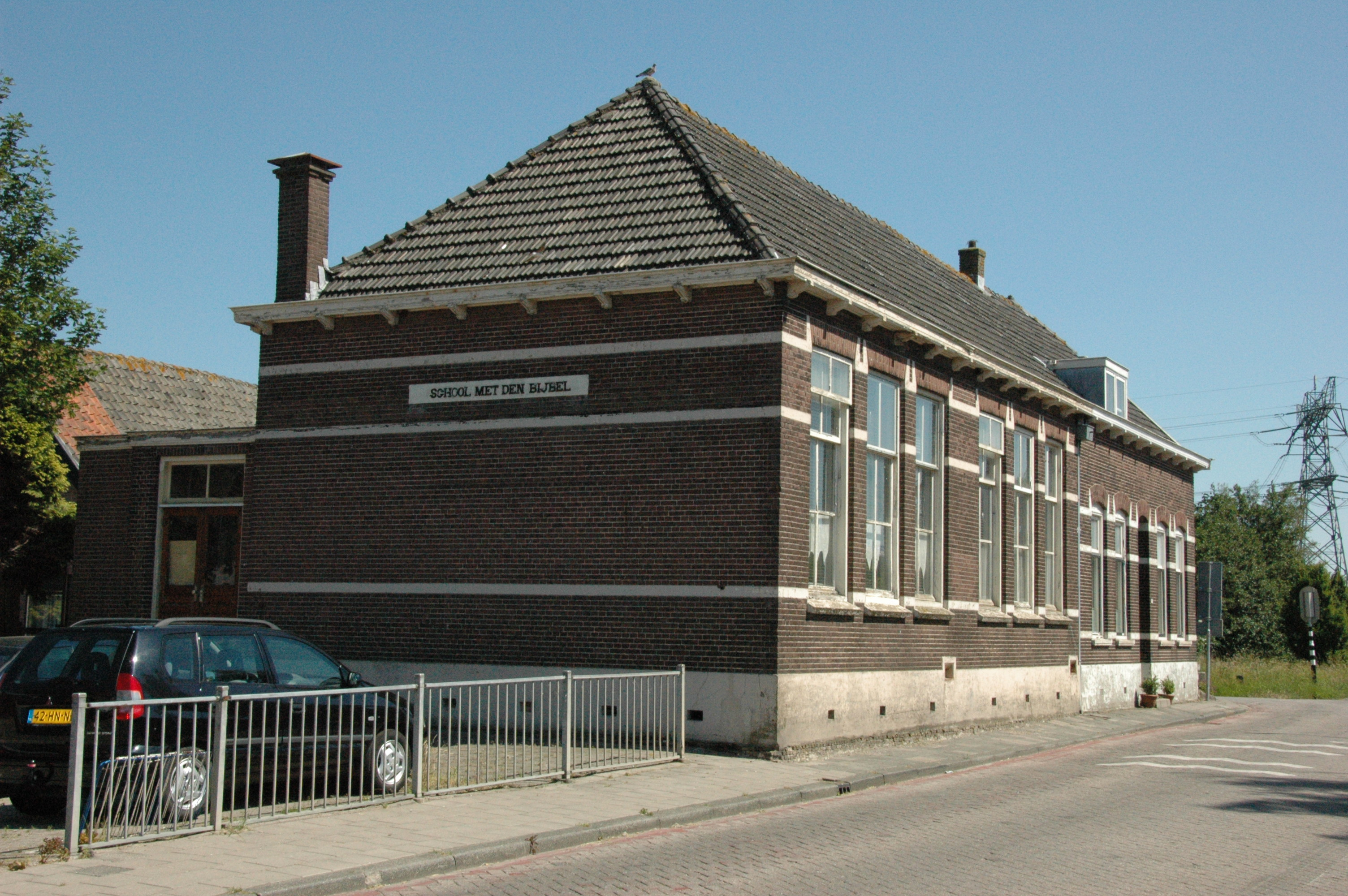
Сільська школа
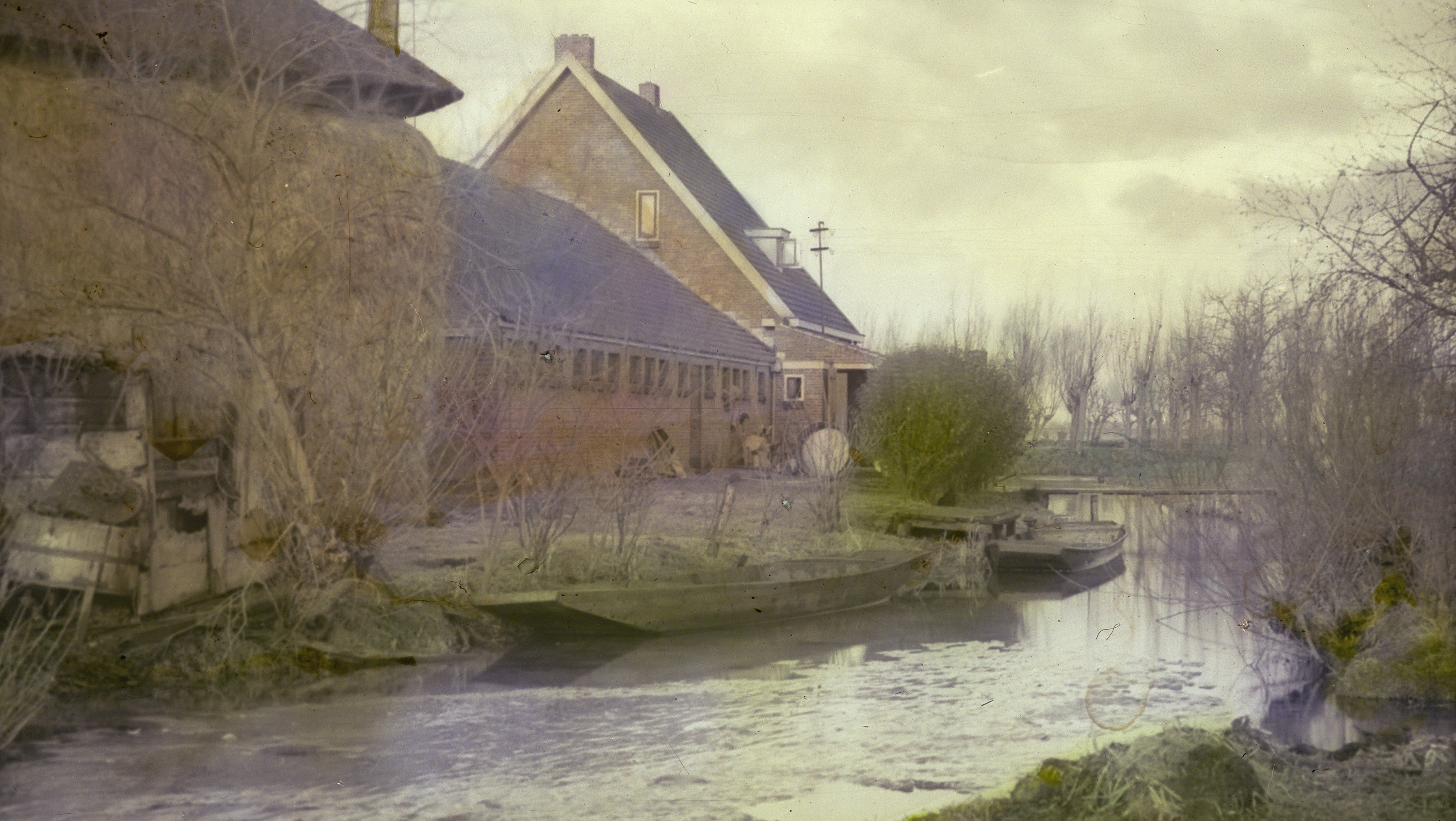
Малюнок ферми у Папекопі
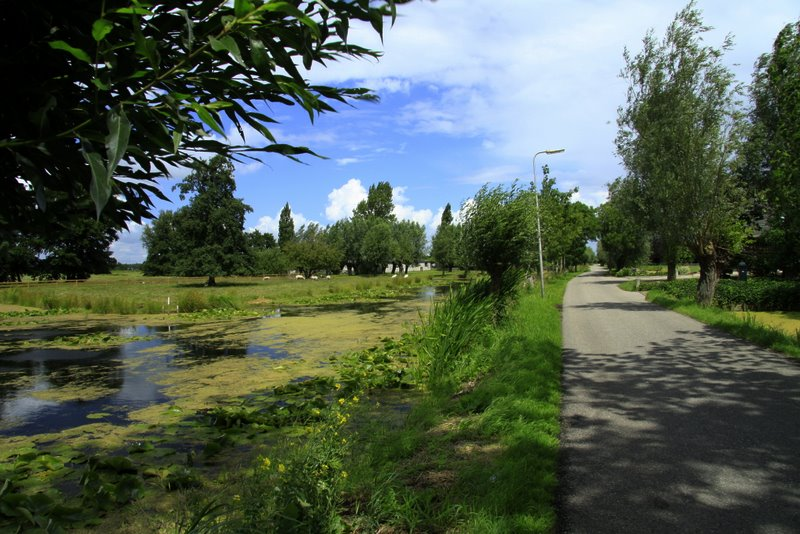
Околиця села
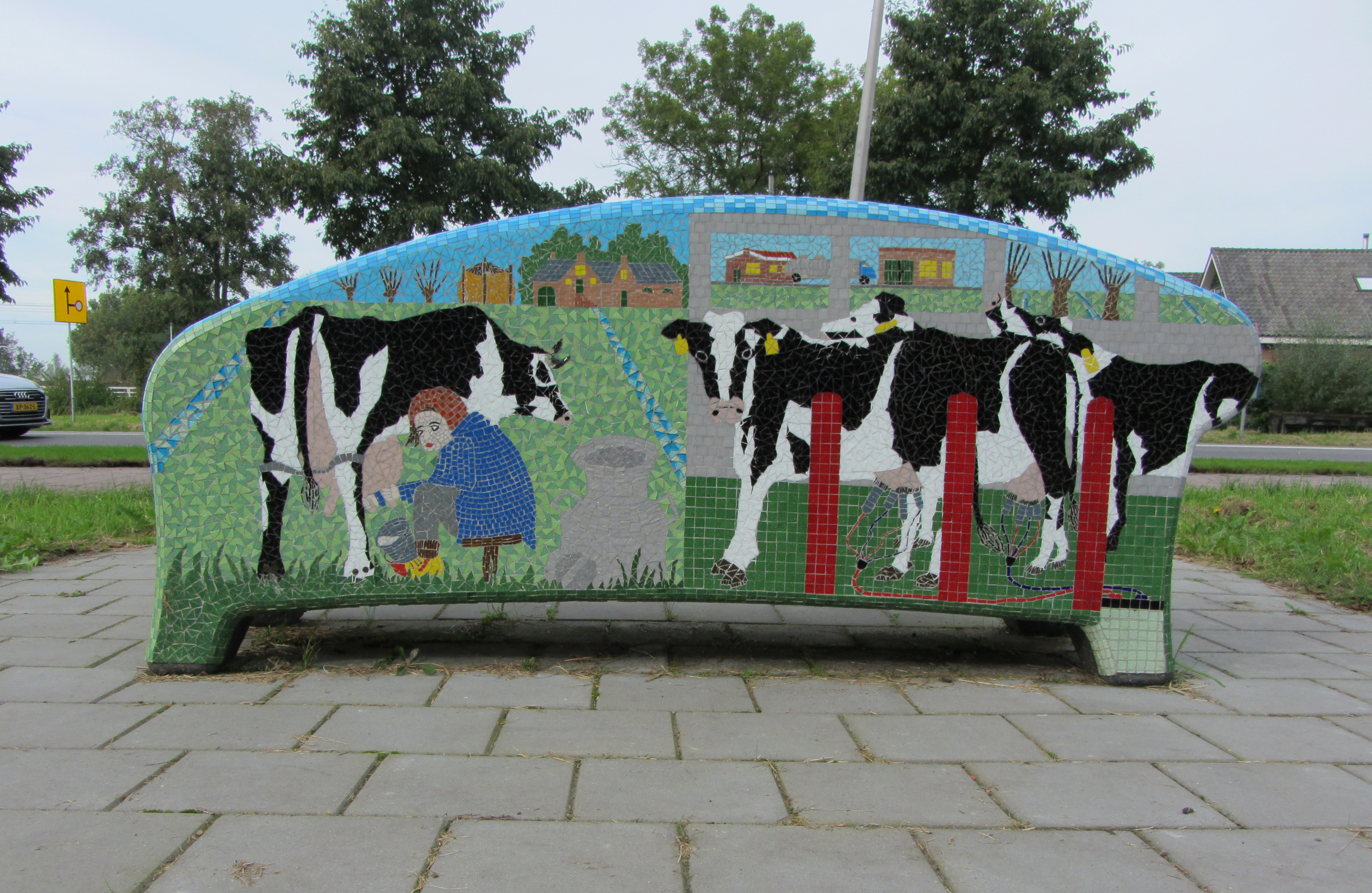
Лавка у селі